# سارة سيمونز
سارة سيمونز (بالإنجليزية: Sarah Simmons)‏ هي مجدفة أمريكية، ولدت في القرن العشرين.

## وصلات خارجية
- سارة سيمونز على موقع الاتحاد الدولي للتجديف (الإنجليزية)